# Amnicola missouriensis
Amnicola missouriensis är en snäckart som beskrevs av Henry Augustus Pilsbry 1898. Amnicola missouriensis ingår i släktet Amnicola och familjen tusensnäckor. Inga underarter finns listade i Catalogue of Life.